# Identidades trans en Corea del Sur
En Corea del Sur existen comunidades de personas trans y es posible acceder a una cirugía de afirmación de género, pero existen muchas barreras para estas personas en el país. El exdirector de Solidarity for LGBT Human Rights of Korea, Lim Tae-hoon, afirmó que «de todas las minorías sexuales, las personas trans constituyen la clase más baja. A menudo son abandonadas por sus familias y la mayoría deja la escuela debido al acoso escolar. La discrepancia entre su apariencia y su número de identificación ciudadana a menudo les dificulta conseguir un trabajo digno».

## Historia de las personas trans en Corea

### Historia temprana
El 13 de agosto de 1955, el Hospital de la Cruz Roja de Seúl realizó con éxito la primera cirugía de afirmación de género en Corea.

### En la industria del entretenimiento
Desde entonces, ha habido múltiples personas trans en el ojo público en Corea del Sur desde principios de la década de 2000. La segunda persona en Corea del Sur en cambiar legalmente su sexo fue Harisu, una cantante, modelo y actriz surcoreana. Para «crear un espacio para todos aquellos que han sufrido como yo y están un poco aislados con personas mayores y jóvenes», Harisu abrió Tran-Mix en Apgujeong, Seúl, en junio de 2009. Lady debutó en 2005 con cuatro integrantes, Sinae, Sahara, Binu y Yuna y fue el primer grupo totalmente transgénero del país. El grupo se inspiró en el surgimiento de Harisu y su posterior ascenso a la fama. a pesar de su éxito, se disolvieron en 2007. La modelo y cantante surcoreana Choi Han-bit debutó en el grupo femenino Mercury en 2016.

### En el ejército surcoreano

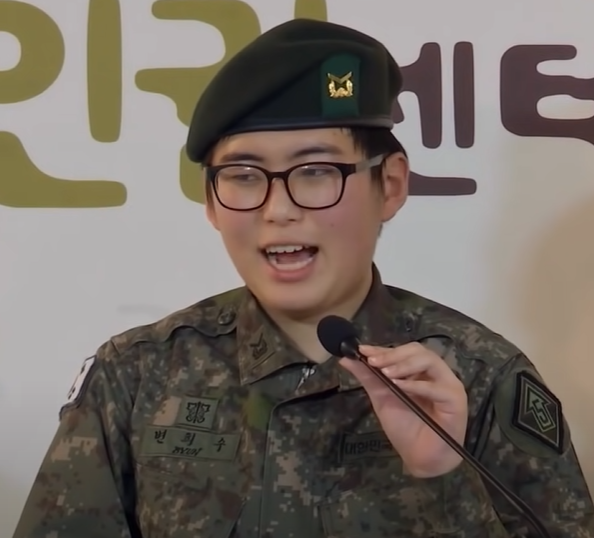
Byun Hui-su (변희수), exsoldado del ejército de Corea del Sur y la primera soldado abiertamente transgénero en dicho ejército, fue dada de baja el 22 de enero de 2020, tras ser declarada "discapacitada" como resultado de su cirugía de afirmación de género.

El ejército de Corea del Sur históricamente ha discriminado a los soldados que se identifican o pertenecen al colectivo LGBT. En 2020, dos soldados fueron procesados por mantener relaciones sexuales orales consentidas, lo cual, según el código militar (artículo 92-6), «rayaba en la violación». También se ha procesado a soldados en virtud de este código fuera de servicio. A las personas transgénero no se les permite servir en el ejército. Byun Hui-su, primera soldado abiertamente transgénero, fue dada de baja del ejército el 22 de enero de 2020, tras ser declarada «discapacitada» como resultado de su cirugía de afirmación de género.

### Historia legal
Corea del Sur no cuenta con un conjunto integral de leyes contra la discriminación, pero la «Comisión Nacional de Derechos Humanos de Corea ha interpretado que la prohibición de la discriminación basada en la orientación sexual abarca la discriminación basada en la identidad de género y contra las personas transgénero». Sin embargo, estas directrices no son vinculantes y la Comisión carece de poder para hacerlas cumplir. Las personas transgénero pueden cambiar su género legal en los documentos de identificación con una decisión judicial, que se emite si las personas cumplen requisitos estrictos que incluyen tener 19 años de edad o más, no haber contraído matrimonio, el consentimiento de los padres y no tener hijos menores. Corea del Sur es el único país que exige el consentimiento de los padres para que las personas adultas cambien de género. Además, Corea del Sur y Japón son los únicos países que exigen prueba de estado civil. En junio de 2015, los tribunales de Corea del Sur revocaron una sentencia que prohibía los desfiles del orgullo LGBT+ impuesta el mes anterior. Esta prohibición fue la primera en los 15 años de historia del evento.
Los únicos dos géneros legalmente reconocidos en Corea del Sur son masculino y femenino. Las personas que se identifican con identidades de género disidentes no tienen ningún recurso legal para redefinir su género en los documentos de identificación.

## Personas trans y cultura coreana

### Sociedad
En Corea del Sur, «cambiar el género es cambiar el rol de género», ya que la identificación legal está estrechamente vinculada con las relaciones familiares, especialmente en lo que respecta al uso de registros familiares. Además, el número de registro de residente emitido a todos los residentes coreanos utiliza el año de nacimiento y el género para generar el séptimo dígito del número.

#### Actitudes hacia las personas trans
En 2019, el Instituto Williams de la Facultad de Derecho de la UCLA realizó un estudio en el que encuestó a ciudadanos coreanos para medir la opinión pública sobre los derechos de las personas transgénero en Corea del Sur. Según la encuesta, «la mayoría apoya el acceso a la cirugía de afirmación de género, el derecho a concebir o dar a luz, la protección gubernamental contra la discriminación y el derecho a servir en las fuerzas armadas». Sin embargo, el público expresó un menor apoyo con respecto al matrimonio con una persona del mismo sexo al nacer, la adopción y el uso de baños acorde con la identidad de género.
Las encuestas indican que los profesionales de la salud en Corea del Sur tienden a tener opiniones muy negativas sobre las personas trans. También se ha descubierto que los proveedores de atención médica con mayor conocimiento sobre las personas trans y sus problemas tenían disposiciones más positivas hacia este colectivo, pero que los proveedores de atención médica con opiniones negativas tendían a involucrarse mucho más en la recopilación de datos sobre las personas trans.

### Literatura
El libro de relatos La mujer de al lado (en coreano: 옆집 여자), publicado en 1999 por Ha Seong-nan, incluye una historia titulada Tu espejo retrovisor con un personaje transgénero. La trama del personaje ha sido considerada transfóbica por algunos críticos.